# Daisuke Matsunaga
Pour les articles homonymes, voir Matsunaga.
Daisuke Matsunaga (松永大介, Matsunaga Daisuke), né le 24 mars 1995, est un athlète japonais, spécialiste de la marche athlétique.

## Biographie
Deuxième du 10 000 m marche lors des championnats d'Asie juniors de 2012, Daisuke Matsunaga remporte en 2014 les championnats du monde juniors, à Eugene, aux États-Unis, en établissant un nouveau record personnel en 39 min 27 s 19. La même année, il avait remporté la médaille d'argent en Coupe du monde catégorie junior, en battant son record national junior en 39 min 45 s (NJR). Il remporte la médaille de bronze lors de l'Universiade de 2015 sur 20 km marche. Le 20 mars 2016, il remporte le 20 km des Championnats d'Asie de marche à Nomi, devançant en 1 h 18 min 53 s, record personnel, le Canadien Iñaki Gómez et son compatriote Takumi Saitō.

### Palmarès
| Date | Compétition                   | Lieu           | Résultat | Épreuve             | Performance     |
| ---- | ----------------------------- | -------------- | -------- | ------------------- | --------------- |
| 2012 | Championnats d'Asie juniors   | Colombo        | 2e       | 10 000 m marche     | 45 min 3 s 01   |
| 2014 | Coupe du monde de marche      | Taicang        | 2e       | 10 km marche junior | 39 min 45 s     |
| 2014 | Championnats du monde juniors | Eugene         | 1er      | 10 000 m marche     | 39 min 27 s 19  |
| 2015 | Universiade                   | Gwangju        | 3e       | 20 km marche        | 1 h 22 min 06 s |
| 2016 | Jeux olympiques               | Rio de Janeiro | 7e       | 20 km marche        | 1 h 20 min 22 s |

### Records
| Épreuve         | Performance    | Lieu   | Date            |
| --------------- | -------------- | ------ | --------------- |
| 10 000 m marche | 39 min 27 s 19 | Eugene | 24 juillet 2014 |